# Batis (comandante)
Batis (fallecido en 332 a. C.) fue un eunuco y comandante de la ciudad de Gaza del Imperio aqueménida durante el siglo IV a. C. y un antagonista de Alejandro Magno durante sus campañas orientales. Fue ejecutado después del largo sitio de Gaza en el que ocupó la ciudad que conectaba el único camino entre Egipto y el resto del imperio, impidiendo así que Alejandro entrara en esa provincia. Batis no solo rechazó las súplicas de entregar la ciudad sin la luchar pero, incluso después de la derrota, se negó a someterse a los macedonios o a reconocer a Alejandro como el nuevo rey de Asia, lo que enfureció a Alejandro. Según se informa, se insertó una cuerda a través del tendón de Aquiles de Batis y los huesos inferiores de sus piernas y fue arrastrado detrás de un carro de guerra alrededor de las murallas de la ciudad hasta que murió de la misma manera que Héctor había sido tratado por el héroe de Alejandro, Aquiles, excepto que Héctor ya estaba muerto cuando lo arrastraron.